# Собор Преображения Господня (Балашиха)
Собор Преображения Господня в Пехре-Яковлевском — православный храм в городе Балашихе Московской области (в усадьбе Пехра-Яковлевское), кафедральный собор Балашихинской епархии Русской православной церкви.
Главный престол освящён в честь праздника Преображения Господня, приделы — во имя святителя Николая, в честь Страстной иконы Божией Матери, во имя апостола Фомы.
Здание собора является объектом культурного наследия народов Российской Федерации федерального значения.

## История

### Пехра-Яковлевское
Собор Преображения Господня расположен в центре подмосковного города Балашихи, на территории старинной усадьбы князей Голицыных Пехра-Яковлевское. Усадьба расположена на высоком берегу Пехорки, в прошлом полноводного притока Москвы-реки.

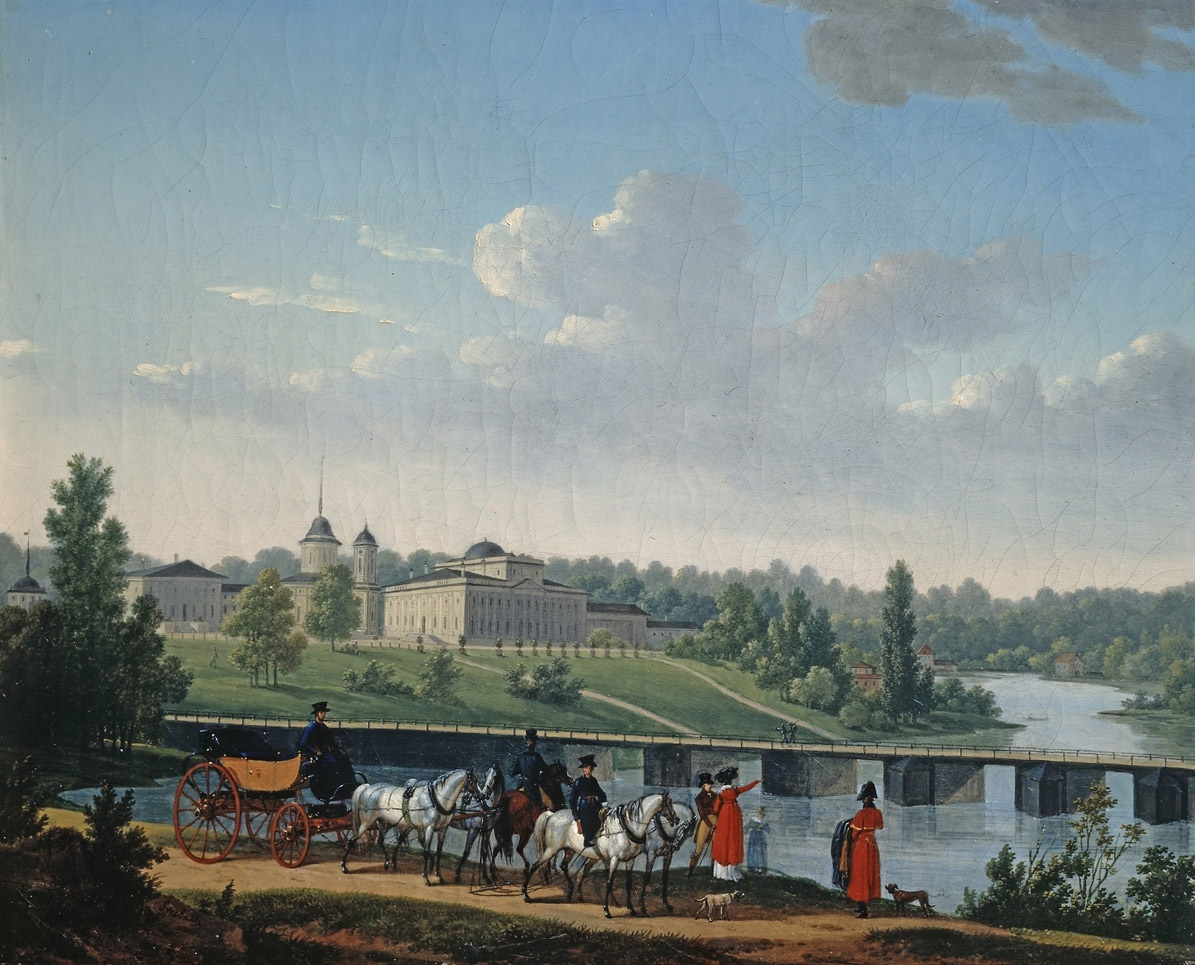
Жак Свебах, «Прогулка в парке». 1820

Село Пехра-Яковлевское принадлежало Голицыным с 1591 года, а строительство самой усадьбы началось в 1760-х годах, когда её владельцем был генерал-поручик Пётр Голицын. Рядом с усадьбой проходила оживлённая дорога — Владимирский тракт. По замыслу строителей усадьба должна была своим парадным видом сразу бросаться в глаза всем проезжающим по этой дороге.
В качестве архитектурного стиля был выбран популярный в то время классицизм. Вокруг усадьбы были разбиты сады, а внутри устроен парк с аллеями на французский манер. В парке перед самым домом находился партер со статуями и большой фонтан «Три грации». В целом композиция усадьбы получилась удачной, поэтому многие художники запечатлели её в своих работах. Самая известная картина, посвящённая Пехре-Яковлевскому, — пейзаж «Прогулка в парке» Жака Свебаха. Эта картина, написанная в середине XIX века, в настоящее время находится в Третьяковской галерее

### Строительство собора
Первая деревянная церковь в Пехре-Яковлевском была построена в конце XVII века. Она была посвящена одной из главных икон — образу Спаса Нерукотворного. Собор стал Преображенским только в 1996 году, поэтому во всех ранних документах он упоминается как церковь Спаса Нерукотворного Образа.
Сохранившееся до настоящего времени здание собора строилось в 1777—1783 годах. В клировых ведомостях того времени сказано, что каменная церковь сооружена князем Александром Голицыным в 1786 году.
Как и весь архитектурный ансамбль усадьбы он выполнен в стиле классицизма. В качестве строительного материала был использован кирпич, а для отделки храма использовался белый камень. Для Подмосковья собор имеет очень необычную компоновку — это ротонда со входом украшенным портиком и двумя колокольнями по бокам. В качестве архитектора разные источники называют Василия Баженова и Карла Бланка.
Внутреннее убранство собора было богатым. Его иконостас был выполнен в виде ионического портика. Здесь были размещены иконы итальянской школы, написанные маслом, в том числе работы Стефано Торелли. Кроме главного летнего престола Спаса Нерукотворного Образа в храме также был устроен тёплый северный придел в честь Архангела Михаила. При храме также было устроено кладбище.
С середины XIX века Спасская церковь из усадебной становится приходской. К началу XX века вокруг Яковлевского было расположено пять текстильных фабрик, а в самом селе насчитывалось 66 крестьянских дворов с 345 жителями. На тот момент к приходу храма относится уже практически вся территория нынешней Балашихи.

### Советский период
В 1922 году в Спасском храме было произведено изъятие церковных ценностей, а в 1933 году он был закрыт и разграблен. Всё внутреннее убранство было уничтожено, включая иконы, картины и даже колокола.
Первоначально в здании храма было размещено производство гуталина, затем склад. Позднее в имение из Москвы перебазировался сельскохозяйственный институт заочного образования, в настоящее время это Российский государственный аграрный заочный университет. Возможно здание храма уцелело благодаря тому, что в нём размещалась институтская библиотека. Однако по этой же причине интерьер храма подвергся перестройке, причём мощные железобетонные перекрытия, разделившие внутреннее пространство храма на два уровня, теперь невозможно удалить не повредив здание.

### Возрождение собора
В 1990 году в полуразрушенном состоянии Спасский храм был передан Русской православной церкви. В 1991—1996 годах в храме проводились реставрационные работы. Были восстановлены обе колокольни, покрыты медью новые купола, отреставрированы стены с лепниной, воссозданы главный алтарь и боковые приделы с резными иконостасами.
Отреставрированный собор был освящён митрополитом Крутицким и Коломенским Ювеналием 4 августа 1996 года. В настоящее время Преображенский храм является кафедральным собором Балашихинской епархии.

## Духовенство
- Настоятель — епископ Балашихинский Николай (Погребняк)
- Протоиерей Василий Мельничук
- Протоиерей Александр Бутрин
- Священник Алексий Бурцев
- Священник Алексий Крячко
- Священник Сергий Усолов
- Священник Михаил Казначеев
- Священник Димитрий Огнев
- Священник Михаил Захаров
- Диакон Роман Стрельников

## Фотографии

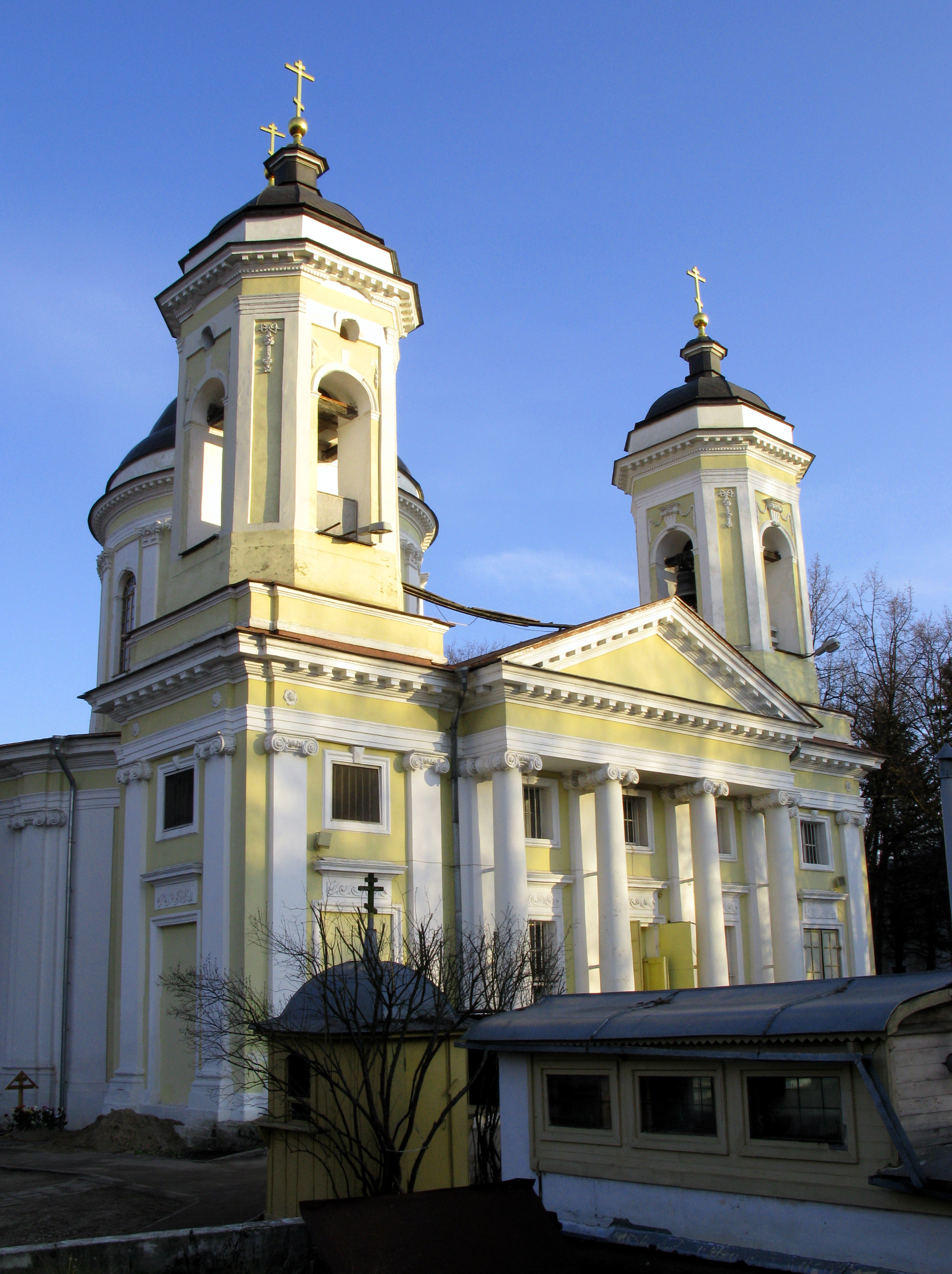
Преображенский храм
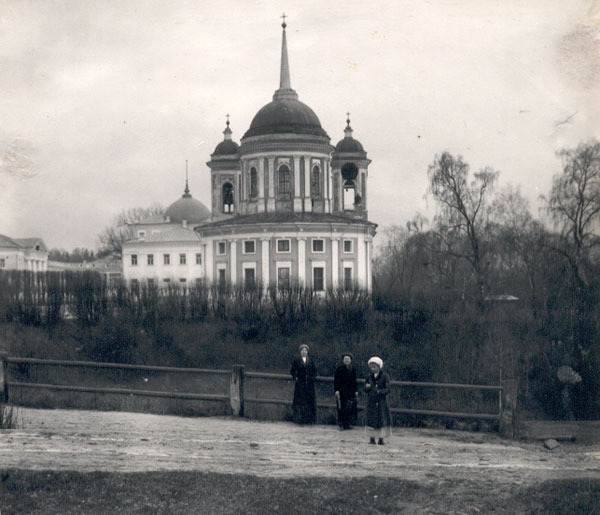
Пехра-Яковлевское в 1860 году
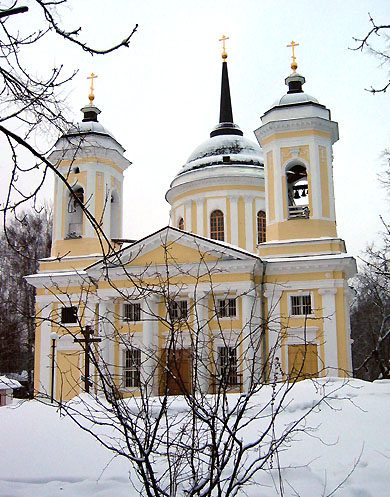
Преображенский храм